# Carruagem apontando para o sul

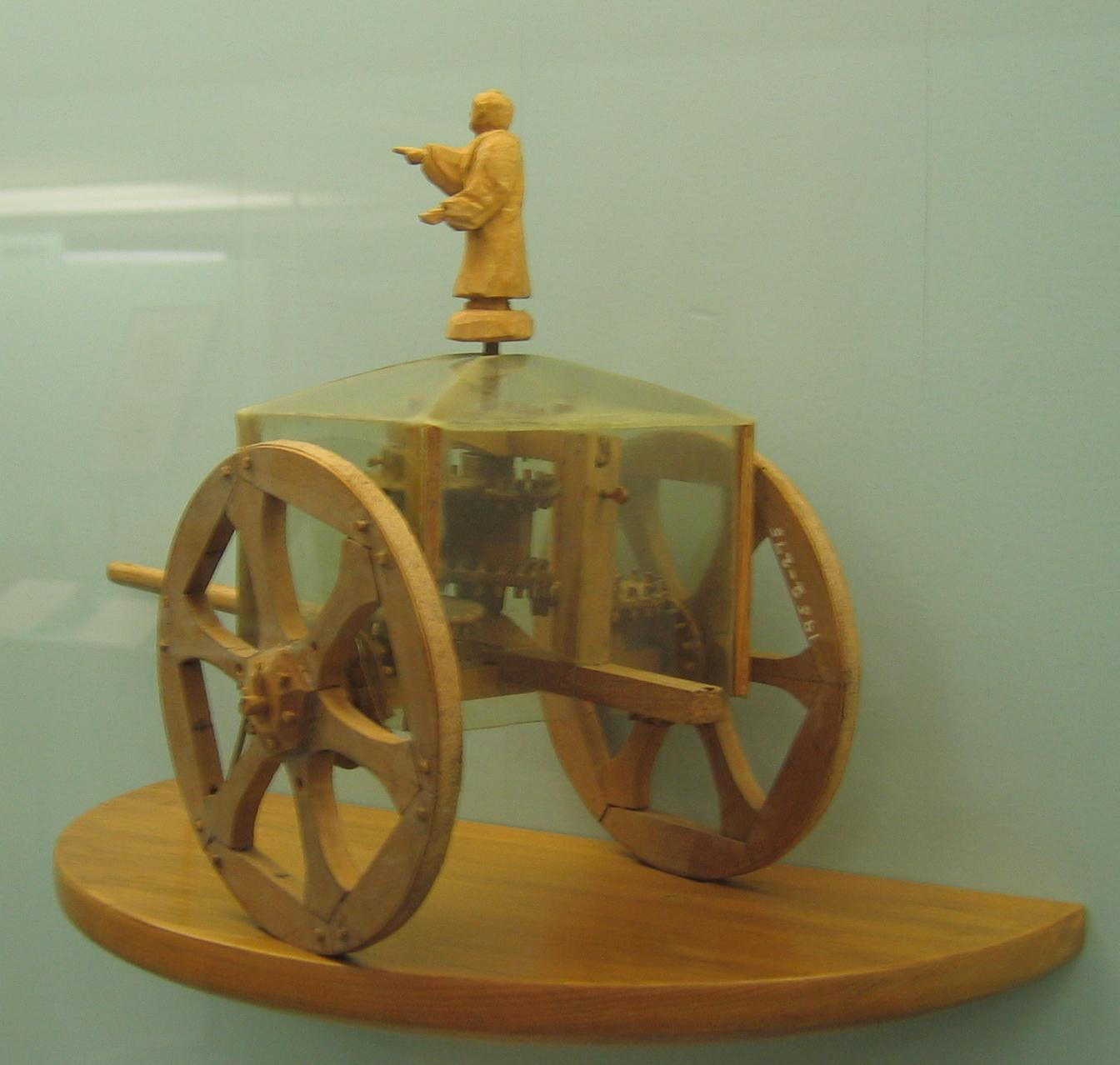
Exposição no Museu da Ciência em Londres, Inglaterra. Esta carruagem modelo conjectural incorpora uma engrenagem diferencial.

A carruagem apontando para o sul era um antigo veículo de duas rodas chinês que carregava um ponteiro móvel para indicar o sul, não importando como a carruagem girasse. Normalmente, o ponteiro assumiu a forma de uma boneco ou figura com um braço estendido. A carruagem foi supostamente usada como uma bússola para navegação e também pode ter outros propósitos. Provavelmente, havia vários tipos de carruagem apontando para o sul, que funcionavam de maneira diferente. Na maioria ou em todas elas, as rodas rotativas acionavam mecanicamente um mecanismo de engrenagem para manter o ponteiro apontado corretamente.